# Utopia (песня Within Temptation)
«Utopia» — сингл симфоник-метал-группы Within Temptation с концертного альбома An Acoustic Night at the Theatre. В записи принял участие британский певец Крис Джонс.

## Видео
По сюжету видеоклипа, мужчина идёт по городу и становится свидетелем различных преступлений: кражи бумажника у слепой женщины, проституции и других. Мужчина спасает ребёнка, который едва не попал под колёса автомобиля, в то время, как его мать не следила за ним. Также в видеоклипе присутствуют сцены с группой, исполняющей песню в запущенном здании.

## Список композиций
- Сингл

1. «Utopia»
2. «Restless» (Live at Beursgebouw, 23-11-2007)

## Чарты
| Чарт                             | #  |
| -------------------------------- | -- |
| Dutch Singles Chart              | 52 |
| Belgium Singles Chart (Flanders) | 37 |
| Swiss Singles Chart              | 88 |
| Polish Top 50 Singles            | 2  |